# ويكيبيديا البورمية
ويكيبيديا البورمية (البورمية:မြန်မာဝီကီပီးဒီးယား)النطق البورمي: ‎[mjəmà wɪkɨˈpiːdiə]‏) هي النسخة البورمية من موسوعة ويكيبيديا. بدأت في يوليو 2004. اعتباراً من أغسطس 2017 تحتوي ويكيبيديا البورمية على 37.000 مقالة.

## الإحصائيات
| عدد المستخدمين المسجلين | عدد المستخدمين النشيطين | عدد المقالات | صفحات المحتوى | عدد التعديلات | عدد الملفات المرفوعة | عدد الإداريين |
| ----------------------- | ----------------------- | ------------ | ------------- | ------------- | -------------------- | ------------- |
| 128٬794                 | 140                     | 109٬084      | 253٬347       | 871٬844       | 2٬914                | 4             |

## التحديات
يستخدم غالبية مستخدمي الإنترنت في بورما خط زاوجي لذا فإنهم يجدون صعوبة في مشاهدة ويكيبيديا البورمية.

## الأحداث
عقد مجتمع ويكيبيديا البورمية أول لقاء مشتركة لهم في يانغون، بورما (ميانمار) بمساعدة تلينور ميانمار في يونيو 2014 لتعليم المتطوعين الجدد. انعقد لقاء ويكيبيديا البورمية في جامعة داجون في يوليو 2014 وجذب أكثر من 2000 شخص، بما في ذلك الطلاب.